# Michał Howorka
Michał Howorka (ur. 29 września 1900 we wsi Zielonki w powiecie krakowskim, zm. 10 marca 1942 w obozie koncentracyjnym Auschwitz-Birkenau) – polski prawnik i działacz polityczny związany z polskim obozem narodowym.

## Życiorys
W 1922 przeniósł się do Poznania. W 1924 uzyskał dyplom na Wydziale Prawno-Ekonomicznym Uniwersytetu Poznańskiego. Po zdobyciu aplikacji sądowej pracował w Poznaniu, kolejno w: Prokuratorii Generalnej, w sądownictwie, jako asesor i sędzia, a od 1930, jako adwokat prowadzący głównie sprawy cywilne. Howorka był autorem kilku pozycji książkowych o tematyce prawniczej.
W okresie studiów, Howorka związał się ze środowiskami narodowej prawicy – organizacją Związek Akademicki Młodzież Wszechpolska, korporacją akademicką „Masovia”. Był również członkiem zarządu Bratniej Pomocy oraz prezesem Koła Naukowego Prawników i Ekonomistów (lata 1923–1924). Był encyklopedystą. Został wymieniony w gronie edytorów trzytomowej Podręcznej encyklopedii handlowej wydanej w 1931 w Poznaniu .
W 1927 inicjował akcję propagandową za przyłączeniem Prus Wschodnich do Polski. Był aktywnym działaczem Obozu Wielkiej Polski. W 1931 został członkiem Rady Wojewódzkiej Stronnictwa Narodowego (SN). Należał do czołowych obrońców w procesach politycznych młodych działaczy narodowych. Po rozwiązaniu OWP w województwie poznańskim, jesienią 1932, został prezesem zarządu Związku Młodych Narodowców (ZMN) na powiat i miasto Poznań. Z funkcji tej został usunięty w maju 1933.
We wrześniu 1933 Howorka rozpoczął przygotowania do utworzenia samodzielnej organizacji politycznej. Pierwsze zebranie nowej partii – Stronnictwa Wielkiej Polski (SWP) – odbyło się 4 marca 1934 w obecności 300 zwolenników. Organem prasowym stronnictwa zostało pismo „Szczerbiec”. Ponadto, główne tezy swojego programu zawarł Michał Howorka w broszurze „Walka o Wielką Polskę” (1934). W programie swoim SWP głosiło m.in., iż stronnictwo opiera się na robotnikach i chłopach, nie obejmuje natomiast bogatych warstw społeczeństwa. „Nie żądajmy od klas posiadających – pisał Howorka – aby otwarcie i jasno stali w naszych szeregach, ale mamy zupełne prawo powiedzieć, że tych szkodników społecznych, którzy prawo własności nadużywają ze szkodą dla obozu narodowego mamy prawo zlikwidować i zlikwidujemy”. Odnajdujemy w programie stronnictwa wyraźne akcenty narodowo-radykalne, antyniemieckie, antysemickie, przeciwstawiające się ówczesnej dyktaturze sanacyjnej, masonerii, socjalistom i komunistom. Działalność SWP spotkała się jednak z potępieniem przez SN w Poznaniu. W maju 1934 doszło do połączenia SWP z powstałym w Warszawie Obozem Narodowo-Radykalnym (ONR). 
Jako lider ONR w Poznaniu w maju 1934 stwierdził, że należy pozbawić Żydów majątku (tak jak w Rosji komuniści wywłaszczyli kapitalistów) i że trzeba bez skrupułów odebrać wszystko Żydom a następnie wyrzucić ich z kraju. Postawił także tezę o konieczności „aryjskiej solidarności” w celu usunięcia z narodu tych, którzy są „obcy rasowo”. 
Za swoją działalność Howorka był dwukrotnie aresztowany (w czerwcu i lipcu 1934). Znalazł się w grupie działaczy przeznaczonych do osadzenia w Miejscu Odosobnienia w Berezie Kartuskiej. Wskutek stwierdzenia wady serca został jednak zwolniony z więzienia. Po delegalizacji ONR, wraz z grupą swoich zwolenników, wstąpił we wrześniu 1934 do prosanacyjnego Związku Młodych Narodowców. W grudniu tego roku został członkiem jego Zarządu Głównego, wkrótce jednak został odsunięty od kierownictwa. Zniechęcony niepowodzeniami, zrezygnował z działalności politycznej i do 1939 prowadził praktykę adwokacką.
Z wybuchem wojny, we wrześniu 1939 wyjechał do Warszawy, gdzie w obawie przed represjami ukrywał się pod nazwiskiem Mikołaj Owsienko. W Warszawie pracował jako handlowiec. Równocześnie był łącznikiem między warszawską a lubelską strukturą Związku Walki Zbrojnej (ZWZ), oraz współpracownikiem prasy podziemnej. Dnia 17 maja 1941 został aresztowany przez gestapo. Więziony na Pawiaku, został wysłany do niemieckiego obozu koncentracyjnego Auschwitz, gdzie poniósł śmierć.